# بوگاراش (سنتا)
بوگاراش (به صربی: Bogaraš) یک منطقهٔ مسکونی در صربستان است که در ناحیه بانات شمالی واقع شده‌است. بوگاراش ۷۲۴ نفر جمعیت دارد و ۱۱۰ متر بالاتر از سطح دریا واقع شده‌است.